# Doodstraf in Nederland

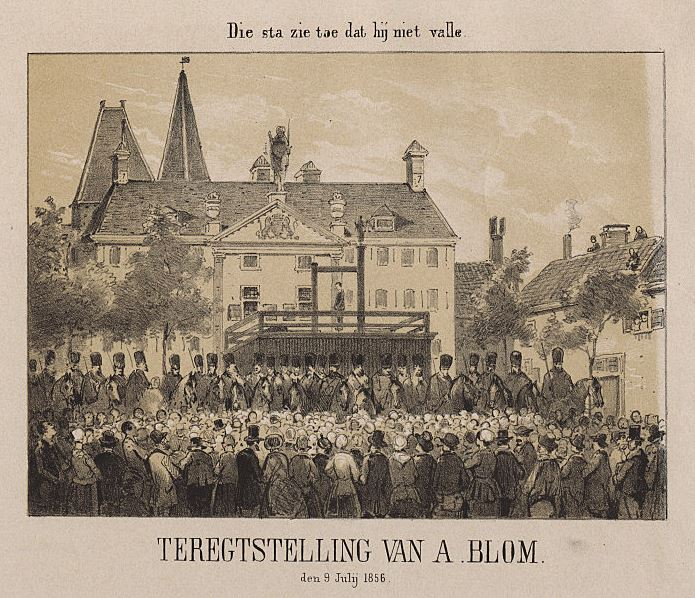
Terechtstelling van Adrianus Blom in Leiden (1856)

De doodstraf was in Nederland eeuwenlang de zwaarst mogelijke straf maar werd in 1870 afgeschaft (met uitzondering van oorlogsrecht). In 1983 werd in de Grondwet bepaald dat de doodstraf niet kan worden opgelegd (artikel 114). Sindsdien kent Nederland de doodstraf niet meer, noch voor misdrijven in vredestijd noch voor misdrijven in oorlogstijd.

## Geschiedenis

### Gewoon strafrecht
In de Middeleeuwen en ten tijde van de Republiek der Zeven Verenigde Nederlanden stond de doodstraf op de meest uiteenlopende misdrijven. Afhankelijk van het type misdrijf en de stand van de veroordeelde kon de doodstraf op verschillende manieren worden voltrokken.
Dit veranderde tijdens de Franse bezetting van Nederland, begin 19e eeuw. De Fransen voerden de Code Pénal in, die voorschreef dat de doodstraf voltrokken moest worden door middel van de guillotine. Enkele jaren later werd vastgelegd dat in het Koninkrijk der Nederlanden de doodstraf alleen door het zwaard (onthoofding) of de strop (ophanging) kon worden voltrokken. In de praktijk werden terdoodveroordeelden altijd opgehangen. Terechtstellingen werden nadien steeds zeldzamer. De koning verleende regelmatig gratie en er ontstond ook steeds meer weerstand tegen de 'barbaarse' executies, die in het openbaar werden voltrokken. Executies trokken altijd grote menigten mensen. De allerlaatste terechtstelling voor een misdrijf onder het gewone strafrecht vond 31 oktober 1860 in Maastricht plaats. Johannes Nathan, veroordeeld voor de moord op zijn schoonmoeder, werd die dag om 10.00 uur 's ochtends opgehangen.
Hieronder een overzicht van de laatste tien executies die in Nederland onder het gewone strafrecht werden voltrokken:
| Naam                          | Functie/vergrijp                            | Datum voltrekking | Locatie executie |
| ----------------------------- | ------------------------------------------- | ----------------- | ---------------- |
| Johannes Nathan (ca. 1833)    | Moord op schoonmoeder                       | 31 oktober 1860   | Maastricht       |
| Pieter Pijnacker (1823)       | Doodslag                                    | 9 juni 1860       | Gouda            |
| Ype Baukes de Graaf (1812)    | Moord                                       | 23 maart 1860     | Leeuwarden       |
| Pieter Jan Geurts (1835)      | Moord en verkrachting                       | 28 april 1858     | Maastricht       |
| Adrianus Blom (1824)          | Doodslag op dochter ex-werkgever en inbraak | 9 juli 1856       | Leiden           |
| Adriaan de Klerk (ca. 1809)   | Inbraak met geweld en bedreiging            | 4 juni 1856       | 's-Hertogenbosch |
| Cornelis de Jong (ca. 1799)   | Inbraak met geweld en bedreiging            | 4 juni 1856       | 's-Hertogenbosch |
| Hendrik Beekman (1800)        | Brandstichting                              | 22 juni 1855      | Apeldoorn        |
| Johann Heinrich Kemper (1832) | Doodslag                                    | 22 november 1854  | Amsterdam        |
| Jean Baptiste de Loeil (1789) | Doodslag op zijn vrouw                      | 11 februari 1850  | Middelburg       |

In 1870 werd de doodstraf in Nederland na een debat van zeven dagen in de Tweede en Eerste Kamer uit het gewone strafrecht gehaald door het invoeren van een nieuwe wet door minister Van Lilaar. De straf werd "wreed en onbeschaafd" gevonden. In de tien jaar daarvóór was de doodstraf overigens al niet meer uitgevoerd. Met deze wijziging van het Wetboek van Strafrecht werd de doodstraf vervangen door levenslange tuchthuisstraf. Dat bleek zes jaar later niet geheel met instemming van de bevolking te zijn: toen Hendrik Jut (bekend van de kop-van-jut) tot levenslang werd veroordeeld, eisten velen dat hij toch de doodstraf zou krijgen. Dit leidde in 1881 tot Kamerdiscussies. Enerzijds waren er de voorstanders van de doodstraf ('jutters'), met name de confessionelen onder leiding van De Savornin Lohman die een Bijbelse grondslag zagen voor de doodstraf, anderzijds waren er de tegenstanders van de doodstraf ('niet-jutters') onder leiding van onder andere Pieter van Bemmelen en minister van justitie Anthony Modderman. De tegenstanders wonnen en het besluit van 1870 bleef gehandhaafd.

### Militair strafrecht
In het militaire strafrecht en het oorlogsstrafrecht bleef de doodstraf bestaan totdat in 1983 in de Grondwet bepaald werd dat de doodstraf niet mag worden opgelegd (artikel 114). Met ingang van 1990 verdween de straf uit de betreffende wetten.
Hieronder een overzicht van militairen (land-, lucht- of zeemacht) die in Nederland geëxecuteerd zijn na een veroordeling door de krijgsraad, met een artikel op Wikipedia.
| Naam                 | Functie/vergrijp                 | Datum voltrekking | Locatie executie |
| -------------------- | -------------------------------- | ----------------- | ---------------- |
| Jacob Charmel (1823) | Poging tot moord op een officier | 25 augustus 1845  | Hellevoetsluis   |

### Nederlandse Antillen en Suriname
In Suriname en op de Nederlandse Antillen bleef de doodstraf na 1870 bestaan. 

#### Nederlandse Antillen
Het wetboek van de Nederlandse Antillen kende na 1870 de doodstraf nog als een mogelijk op te leggen straf (artikel 9). De doodstraf kon - in theorie - alleen worden opgelegd voor het 'heulen met de vijand met als doel een oorlog te initiëren' en moet worden voltrokken door middel van ophanging. De betreffende passage stamt uit 1918, toen ook in het Nederlandse oorlogsrecht de doodstraf nog bestond. Pas in maart 2010 werd overwogen deze passage te schrappen uit principiële overwegingen. Bij de staatkundige hervormingen van 10 oktober 2010 heeft de Nederlandse wetgever elke vermelding van de doodstraf uit het Wetboek van Strafrecht BES gehaald. Het is niet bekend of de wetgevers in Curaçao en Sint Maarten hetzelfde hebben gedaan. In het nieuwe Wetboek van Strafrecht van Curaçao dat op 15 november 2011 in werking is getreden, komt de doodstraf in ieder geval niet meer voor.

#### Suriname
De laatste doodstraf in Suriname werd uitgevoerd in 1927.
| Naam                                | Vergrijp  | Datum voltrekking | Locatie executie |
| ----------------------------------- | --------- | ----------------- | ---------------- |
| Nicodemus Charles Apatoe (ca. 1902) | Roofmoord | 19 november 1927  | Paramaribo       |

### Tweede Wereldoorlog

#### Nederland
In 1939 werd het debat gevoerd over een mogelijke herinvoering van de doodstraf voor (hoog- en land)verraders. Door de Duitse inval in mei 1940 werd deze discussie beëindigd. Op 12 mei 1940 werd bij de Grebbeberg door de Nederlandse autoriteiten de Nederlandse sergeant Chris Meijer wegens desertie ter dood veroordeeld en geëxecuteerd. In Breda werden op 12 mei 1940 twee soldaten, Joost van Wingerden uit Zwijndrecht en Hendrikus "Dries" Steenbeek uit Gouda wegens desertie doodgeschoten in de tuin van het politiebureau maar hier was geen veroordeling door een rechter of de krijgsraad aan vooraf gegaan.
Tijdens de bezetting werd de doodstraf door de Duitse bezetter heringevoerd en op grote schaal uitgevoerd. Bovendien voerde de bezetter op grote schaal, zonder procesgang en in weerwil van het oorlogsrecht, represaille-executies uit op de burgerbevolking.
In de nadagen van de Tweede Wereldoorlog besloot de Nederlandse regering in ballingschap tot herinvoering omdat men vreesde dat de bevolking anders "het recht in eigen hand zou gaan nemen". Om geestelijke verwildering te voorkomen mochten er echter niet te veel executies plaatsvinden. In 1945 begon de massale vervolging van landverraders en collaborateurs. Tienduizenden werden veroordeeld door de bijzondere rechtspleging; 154 mensen kregen de doodstraf, van wie er 39 daadwerkelijk werden gefusilleerd. Daarnaast werden drie personen al op 3 mei 1945 hiervoor gefusilleerd. Koningin Juliana verleende regelmatig gratie. Nederland kende in die dagen speciale executieplaatsen. De meeste doodvonnissen werden in hoger beroep omgezet in levenslang, waarna doorgaans vervroegde invrijheidstelling volgde. In 1989 gebeurde dat voor de laatste keer met de Twee van Breda. De laatste daadwerkelijk voltrokken executies vonden plaats op 21 maart 1952, toen twee oorlogsmisdadigers, de Nederlander Andries Pieters en de Duitser Artur Albrecht, op de Waalsdorpervlakte door een vuurpeloton werden geëxecuteerd.
Onder de bijzondere rechtspleging zijn de volgende doodstraffen uitgevoerd:
| Naam                                 | Functie/vergrijp                                                                         | Datum voltrekking | Locatie executie              |
| ------------------------------------ | ---------------------------------------------------------------------------------------- | ----------------- | ----------------------------- |
| Artur Albrecht (1903)                | Commandant van de SD Friesland (Duitser)                                                 | 21 maart 1952     | Waalsdorpervlakte             |
| Herman Bartelsman (1881)             | Colonne Henneicke                                                                        | 6 maart 1947      | Weesperkarspel                |
| Johan Berendsen (1912)               | Politieman, mishandeling, drievoudige moord                                              | 2 mei 1947        | Vught                         |
| Karl Peter Berg (1907)               | Commandant kamp Amersfoort (Duitser)                                                     | 22 november 1949  | Weesperkarspel (Fort Bijlmer) |
| Max Blokzijl (1884)                  | Hulpverlening aan de vijand                                                              | 16 maart 1946     | Waalsdorpervlakte             |
| Jan Boogaard (1918)                  | Verraad Weteringschans                                                                   | 1 maart 1947      | Weesperkarspel (Fort Bijlmer) |
| Oomke Bouman (1920)                  | SD'er, moord, mishandeling                                                               | 12 februari 1949  | Groningen                     |
| Ans van Dijk (1905)                  | Verraad van Joden                                                                        | 14 januari 1948   | Weesperkarspel (Fort Bijlmer) |
| Johannes Driehuis (1910)             | Bewaker kamp Erica, mishandeling, moord                                                  | 20 juni 1947      | Vught                         |
| Sander van Droffelaar (1914)         | SD'er, 8 maal moord, mishandeling, marteling                                             | 16 november 1949  | Groningen                     |
| Evert Drost (1906)                   | SD'er, moord                                                                             | 28 juli 1949      | Groningen                     |
| Dirk Eijkelboom (1895)               | Landwachter, mishandeling.                                                               | 6 juli 1948       | Arnhem (Galgenberg)           |
| Pieter Johan Faber (1920)            | Executies                                                                                | 10 juli 1948      | Groningen                     |
| Jacob Eduard Feenstra (1888)         | Politieman, mishandeling                                                                 | 29 augustus 1946  | Arnhem (Galgenberg)           |
| Gerardus J.H. Ganzevles (1898)       | SD'er, jodenjager.                                                                       | 5 februari 1947   | Weesperkarspel                |
| Piet Gerrits (1896)                  | Verraad                                                                                  | 29 mei 1947       | Vught                         |
| Bram Harrebomée (1902)               | Politieman, mishandeling, Aktion Silbertanne                                             | 3 mei 1947        | Weesperkarspel (fort Bijlmer) |
| Ludwig Heinemann (1911)              | Executies (Duitser)                                                                      | 10 februari 1947  | Arnhem (Galgenberg)           |
| Julius Herdtmann (1883)              | Hulpverlening bij Duitse aanval op Nederland in 1940                                     | 26 januari 1951   | Weesperkarspel                |
| Ries Jansen (1910)                   | SD'er, moord, mishandeling.                                                              | 11 februari 1949  | Arnhem (Galgenberg)           |
| Abraham Kaper (1890)                 | Politieman, executies, mishandeling                                                      | 29 juni 1949      | Groningen                     |
| Kees Kaptein (1915)                  | SD'er, arrestaties van joden                                                             | 21 juli 1949      | Waalsdorpervlakte             |
| Maarten Kuiper (1898)                | Politieman, Aktion Silbertanne                                                           | 30 augustus 1948  | Weesperkarspel (Fort Bijlmer) |
| Jan Lamberts (1918)                  | SD'er, 8 maal moord, mishandeling, marteling                                             | 16 november 1949  | Groningen                     |
| Robert Lehnhoff (1906)               | Hoofd SD Groningen (Duitser)                                                             | 24 juli 1950      | Groningen                     |
| Frederik Meijer (1900)               | Colonne Henneicke                                                                        | 28 maart 1947     | Weesperkarspel                |
| Wouter Mollis (1896)                 | Politieman, Lid Germaansche SS in Nederland, Aktion Silbertanne, mishandeling, executies | 4 februari 1949   | Weesperkarspel (fort Bijlmer) |
| Anton Mussert (1894)                 | Hulpverlening aan de vijand                                                              | 7 mei 1946        | Waalsdorpervlakte             |
| Andries Pieters (1916)               | Mishandeling, executies                                                                  | 21 maart 1952     | Waalsdorpervlakte             |
| Hanns Albin Rauter (1895)            | Höherer SS- und Polizeiführer Nordwest (Nederland) (Oostenrijker)                        | 25 maart 1949     | Waalsdorpervlakte             |
| Matthijs Adolf Ridderhof (1895)      | SD-agent, V-Mann                                                                         | 1 maart 1947      | Weesperkarspel (fort Bijlmer) |
| Gerard Rollema (1915)                | Landwachter, moord                                                                       | 6 februari 1947   | Vught                         |
| Gerrit Sanner (1909)                 | Landwachter, Norger bloedploeg                                                           | 1 mei 1947        | Groningen                     |
| Pieter Schaap (1902)                 | Politieman, executies, mishandeling                                                      | 29 juni 1949      | Groningen                     |
| Jacobus Suykerbuyk (1898)            | Mishandeling, moord                                                                      | 23 maart 1949     | Vught                         |
| Hendrikus Wilhelmus Verwaijen (1917) | SS'er, executies                                                                         | 26 juni 1947      | Den Haag                      |
| Anton van der Waals (1912)           | SD-agent, V-Mann                                                                         | 26 januari 1950   | Waalsdorpervlakte             |
| Tjeerd van der Weide (1885)          | Burgemeester, mishandeling, arrestaties                                                  | 6 juni 1947       | Weesperkarspel (fort Bijlmer) |
| Pieter Wichers (1903)                | Verraad van joden en onderduikers                                                        | 2 juni 1947       | Groningen                     |

#### Nederlands-Indië
In Nederlands-Indië werden in 1945 twaalf Temporaire Krijgsraden ingesteld die belast waren met de berechting van de Japanners die zich aan oorlogsmisdaden schuldig hadden gemaakt. In augustus 1946 vond het eerste proces tegen de Japanse kapitein Kenichi Sonei plaats in Batavia en in juni 1949 werd het laatste vonnis uitgesproken. Op Java en Sumatra, waar relatief veel Europeanen woonden en werden vastgehouden in Jappenkampen, werden vooral misdaden tegen de Europeanen onderzocht. In de Grote Oost, waar relatief weinig Europeanen woonden en waren vastgehouden, richtten de processen zich vooral op misdaden tegen de Indonesische bevolking. In totaal werden ruim 1.000 Japanse en 43 Koreaanse en Formosaanse kampbewaarders voor het gerecht gedaagd. Het verzamelen van bewijs tegen hen was veelal al begonnen tijdens de oorlog. In de laatste maanden van 1945 en in de eerste maanden van 1946 werden verder onder slachtoffers en getuigen duizenden verklaringen afgenomen aan boord van bijvoorbeeld repatriëringsschepen en in Nederlands-Indië zelf. Op de rechtsgang was veel aan te merken: het vooronderzoek hoefde niet te voldoen aan de waarborgregels van het normale strafrecht en voor de verschillende krijgsraden werden de regels rond de bewijslast aanzienlijk versoepeld. Bij het opleggen van de doodstraf werd de Australische rechtspraak gehanteerd. Er werd intensief samengewerkt met geallieerden in Singapore en Tokio, maar er ontbrak internationaal toezicht (zoals bij het Proces van Tokio). De gevangenen werden vaak slecht behandeld door hun bewakers die in veel gevallen eerder zelf in een Jappenkamp hadden gezeten.
In tegenstelling tot de Nederlandse bijzondere rechtspleging en de Australische, Britse, Chinese en Filipijnse geallieerde rechtbanken die vonnissen uitspraken over Japanse krijgsgevangenen was het aantal gevallen van vrijspraak gering: slechts 55 (5%) werden vrijgesproken en 983 werden veroordeeld. Dit was vergelijkbaar met de Amerikaanse krijgsraden in de Filipijnen en Japan.
236 gevangenen (een kwart) werden veroordeeld tot de doodstraf, een vergelijkbaar aantal met de Australische rechtbanken en behoorlijk minder vaak dan bij de Britse en Chinese krijgsraden. Slechts 10 van deze 236 kregen gratie tegen 13 van de 18 Duitsers die door de bijzondere rechtspleging waren veroordeeld. Mogelijk leidde deze strengheid ertoe dat enkele Japanse gevangenen zelfmoord pleegden en 20 van hen een uitbraakpoging deden; 6 van hen werden hierbij gedood, 10 wisten te ontsnappen. De resterende 210 werd geëxecuteerd. Ruim een derde van de terdoodveroordelingen betrof leden van de gevreesde militaire politie Kempeitai (leger) en Tokkeitai (marine).

## Huidig standpunt
Terwijl in de Nederlandse samenleving een grote (en volgens sommige onderzoeken groeiende) minderheid voorstander is van herinvoering van de doodstraf (opinieonderzoek uit 2008 wees op 42% voorstanders), is het onderwerp in de Nederlandse politiek volledig taboe. Met enige regelmaat probeert een politicus een proefballonnetje op te laten door herinvoering van de doodstraf ter discussie te stellen maar hierop wordt door andere politici altijd negatief gereageerd. De Staatkundig Gereformeerde Partij is de enige Nederlandse partij met zetels in de Tweede Kamer die voorstander is van de doodstraf. Echter, voor de Tweede Kamerverkiezingen van 2017 heeft het partijcongres, ondanks publiek geuite protesten van leden van de afdelingen Zwartewaterland en Zaanstad, besloten de doodstraf niet meer op te nemen in het verkiezingsprogramma. Ook oud-Tweede Kamerlid en oud-minister Hilbrand Nawijn (voormalig LPF) heeft zich enkele malen uitgesproken voor herinvoering van de doodstraf.
Nederland beschouwt "rechtspraak die uitmondt in de dood [als] niet rechtvaardig". Nederland was in 2003 een van de ondertekenaars van Protocol 13 van het Europees Verdrag voor de Rechten van de Mens, waarin staat dat de doodstraf onder alle omstandigheden moet worden afgeschaft. Op de 11e Werelddag tegen de Doodstraf in 2013 tekende Minister van Buitenlandse Zaken Frans Timmermans samen met 43 Europese collega's een verklaring om 'opnieuw blijk te geven van onze niet aflatende inzet tot afschaffing van de doodstraf in Europa en de rest van de wereld.'
In 2006 ontstond onduidelijkheid over het Nederlandse standpunt omdat de Nederlandse minister-president Jan-Peter Balkenende en de minister van Buitenlandse Zaken Ben Bot na de executie van Saddam Hoessein verklaarden "begrip te hebben voor het vonnis en de uitvoering daarvan door de Iraakse regering". Deze uitleg werd door sommigen geïnterpreteerd als een breuk met het officiële Nederlandse standpunt dat de doodstraf onder "alle omstandigheden" niet uitgevoerd mag worden. Balkenende en Bot spraken hier niet namens het kabinet (dat normaal gesproken met één mond spreekt), wat onder meer bleek uit het feit dat vicepremier Gerrit Zalm de executie van Hoessein "barbaars" noemde. Overigens hadden Balkenende en Bot in hun verklaring ook gezegd dat de doodstraf naar Nederlandse begrippen "eigenlijk niet hoort".
Het Nederlandse standpunt tegen de doodstraf leidt er ook toe dat Nederland geen verdachten uitlevert aan andere landen als de kans bestaat dat ze daar de doodstraf krijgen. In het geval van uitlevering door Nederland van een verdachte van een misdrijf waarvoor in het andere land de doodstraf staat, eist Nederland een garantie dat de doodstraf niet opgelegd wordt. In het geval van uitlevering aan de Verenigde Staten is dit in een bilateraal verdrag vastgelegd waarin staat dat Nederland kan verzoeken de doodstraf niet op te leggen of - indien dat om procedurele redenen niet mogelijk is - een opgelegde doodstraf niet uit te voeren. Indien de Verenigde Staten dit niet kunnen of willen garanderen, heeft Nederland het recht een uitleveringsverzoek af te wijzen.